# Palais an der Leinstraße

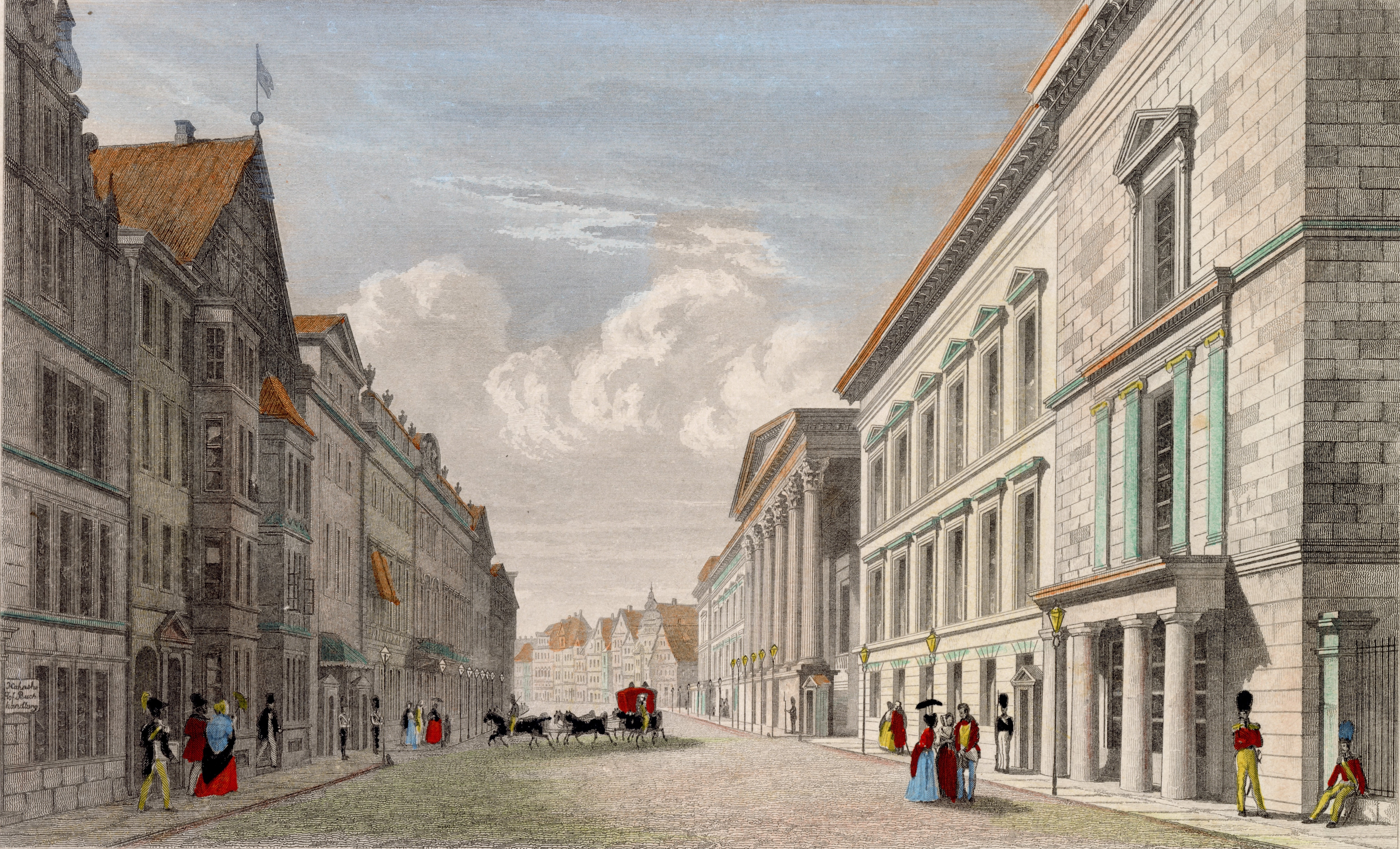
Um 1843: Das Palais (links) mit einer einfahrenden mehrspännigen Kutsche; Stahlstich von Louis Hoffmeister nach Georg Osterwald, alt-koloriert

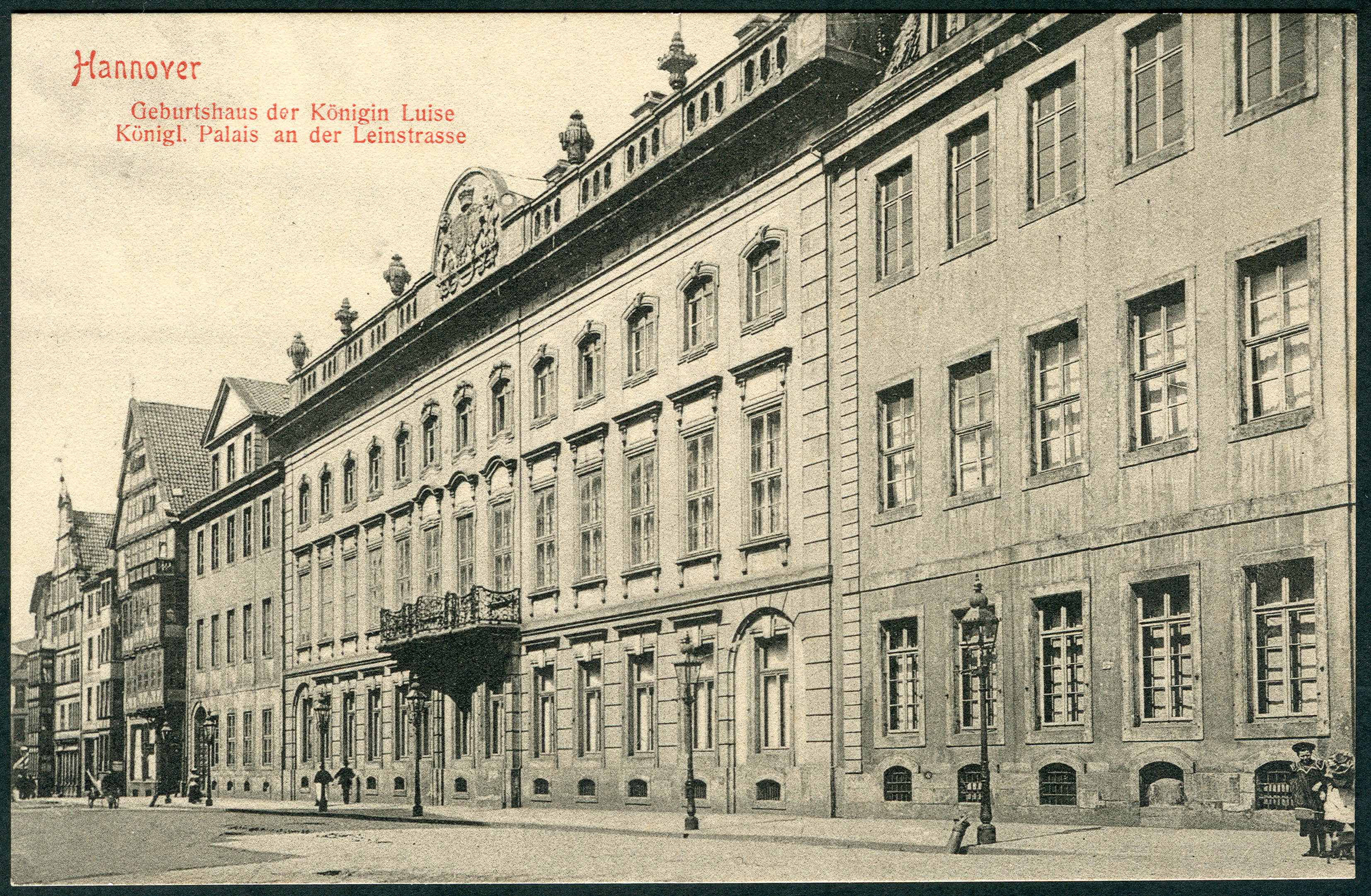
Um 1900: Das Palais, „Geburtshaus der Königin Luise“, mit dem Wappen der Welfen, Blick in Richtung Hahnsche Buchhandlung
Ansichtskarte Nr. 800 von F. Astholz jun.

Das Alte Palais, ursprünglich Palais von dem Bussche und später Palais an der Leinstraße genannt, stand in Hannover an Leinstraße an Stelle des heutigen Hannah-Arendt-Platzes und des Niedersächsischen Sozialministeriums.

## Geschichte
Johann Clamer von dem Bussche († 1766), Staatsminister und Geheimer Rat, erwarb gegenüber dem Leineschloss 1751–52 zunächst drei Häuser, um nach deren Abriss ein rund 39 m langes, dreigeschossiges Palais in spätbarocken Formen zu bauen: das „Palais von dem Bussche“. Der Architekt ist unbekannt, könnte aber Johann Paul Heumann (1703–1759) oder der Festungsbaumeister Johann Georg Dinglinger (1702–1785) gewesen sein, der auch das Vorwort zu dem Stichwerk (Hg. 1759: Georg Moritz Lowitz in Göttingen) zu dem Palais geschrieben hat.
1768 bis 1786 wohnte hier Karl II. von Mecklenburg-Strelitz, hier wurden auch seine Töchter Luise (die spätere Königin von Preußen) und Friederike (die spätere Königin von Hannover) geboren.
1786 kaufte Herzog Friedrich von York das Palais und ließ 1789 das rechte Nachbarhaus um- oder neubauen. 1797 kaufte der Oberkommissar (Kaufmann) Eckhard das Palais, um es 1799 an die Königliche Kammer weiter zu verkaufen.
Der König wiederum schenkte es 1802 seinem jüngsten Sohn Herzog Adolph Friedrich, Herzog von Cambridge. Für diesen und dessen Familie baute Hofarchitekt Georg Ludwig Friedrich Laves 1814–20 das Palais um: Durch neue Hofbauten und den Erwerb des linken Nachbarhauses 1818 wurde es sehr erweitert, neu dekoriert und möbliert.
1820 schufen der Hofmaurermeister Ernst Ludwig Taentzel gemeinsam mit dem Bildhauer August Hengst das Allianzwappen am Alten Palais für Adolph Friedrich und seine Gemahlin, Auguste von Hessen, Duchess of Cambridge und Vizekönigin im Königreich Hannover.

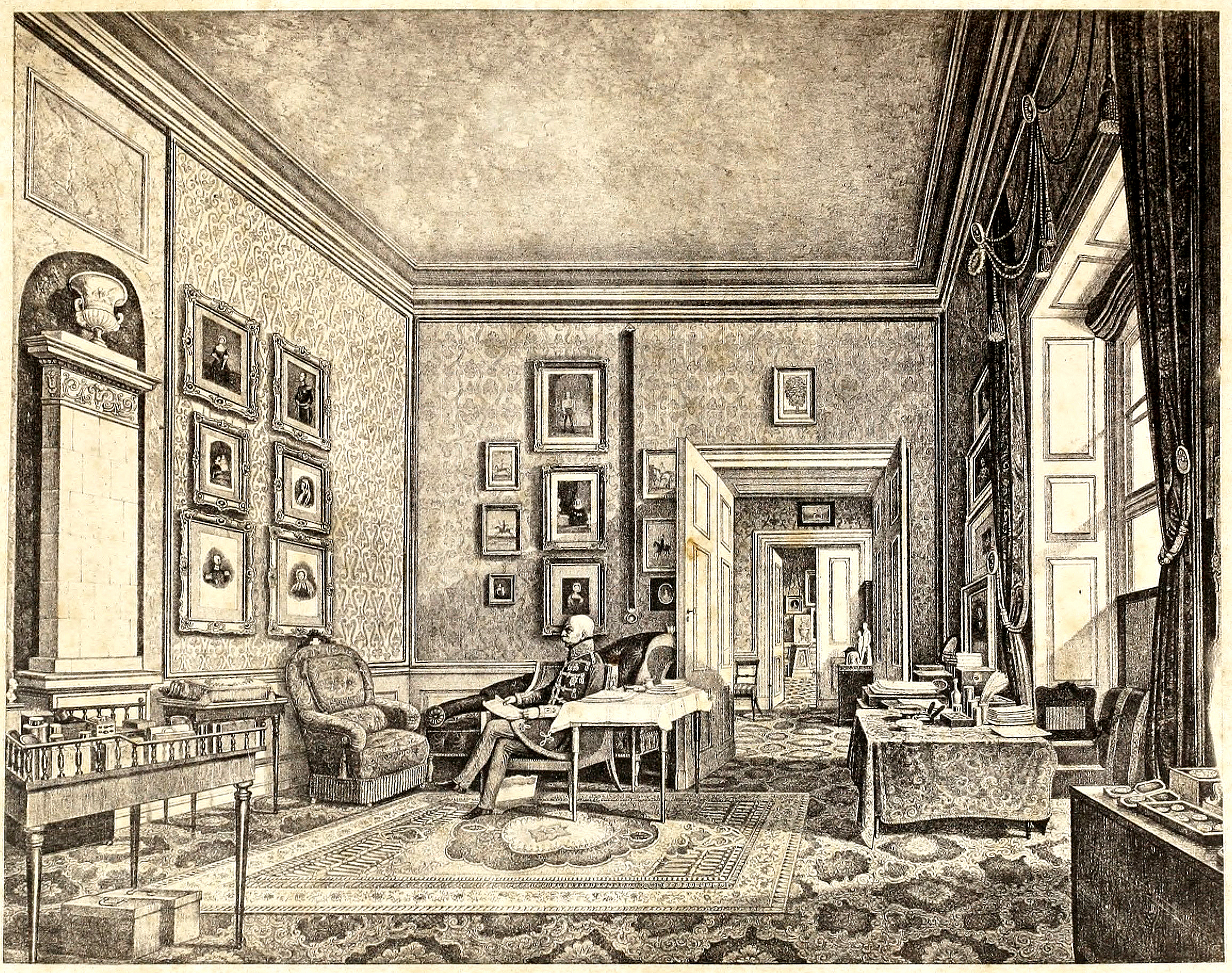
„Arbeitszimmer Sr. Höchstseligen Majestät des Königs (Ernst August) von Hannover“ im Alten Palais;
sw-Foto von Wilhelm August Degèle einer um 1850 ursprünglich vielfarbigen Gouache von Johann Heinrich Wilhelm Kretschmer; im Ernst August Album von 1861/62

1830 wurde das Palais zur künftigen königlichen Winterresidenz bestimmt. Dadurch wurde das gegenüberliegende Leine-Schloss zum reinen Repräsentationsbau, der aber wohl kurz danach durch einen unterirdischen Gang mit dem Alten Palais verbunden wurde.
Nach dem Ankauf durch König Wilhelm IV. ließ dieser seinen Bruder weiterhin dort wohnen. 1837/38 wurde der Mitteleingang geschlossen und das Erdgeschoss des Palais für König Ernst August I. zur Wohnung umgebaut, während das Obergeschoss für Königin Friederike gestaltet wurde. König und Königin starben später hier im Alten Palais. 1838 wurde durch den Zukauf des angrenzenden Schreihagenschen/Arnswaldschen Hauses und weiterer Hinterhäuser auch ein Zugang vom und zum Marktplatz erworben.
Der Name „Altes Palais“ entstand wahrscheinlich ab circa 1853, nachdem für den Nachfolger König Georg V. 1851/52 das Wangenheim-Palais als „Neues Palais“ eingerichtet wurde.
1853–93 fungierte das Alte Palais als Königliche Privatbibliothek sowie für die Waffensammlung und das Münzkabinett (danach wurde das Gebäude von der Cumberlandschen Vermögensverwaltung genutzt).
1859–66 nutzte ein Ministerium des Königlichen Hauses den Südflügel, während (ebenfalls bis 1866) die Englische Gemeinde in einem Saal des Alten Palais ihre Gottesdienste abhielt.
Bei den Luftangriffen auf Hannover im Zweiten Weltkrieg wurde das Gebäude 1943 zerstört.

## Abbildungen (unvollständig)
- 1759: Johann Georg Dinglinger gab in Göttingen ein Stichwerk heraus, zu dem der Festungsbaumeister Johann Georg Dinglinger (1702–1785) ein Vorwort schrieb.

## Archivalien
Archivalien zum Palais an der Leinstraße finden sich beispielsweise
- als Depositum in der Kartensammlung des Niedersächsischen Landesarchivs (Abteilung Hannover)[6]